# Mergus australis
La serreta de Auckland  (Mergus australis) es una especie extinta de ave anseriforme de la familia Anatidae que vivía en Nueva Zelanda.
Esta serreta era de tamaño similar a la serreta mediana. El macho adulto tenía la cabeza, cresta y cuello color pardo rojizo oscuro, con su dorso y cola de tono negro azulado y pecho gris oscuro jaspeado. La hembra era algo más pequeña y con la cresta más corta.

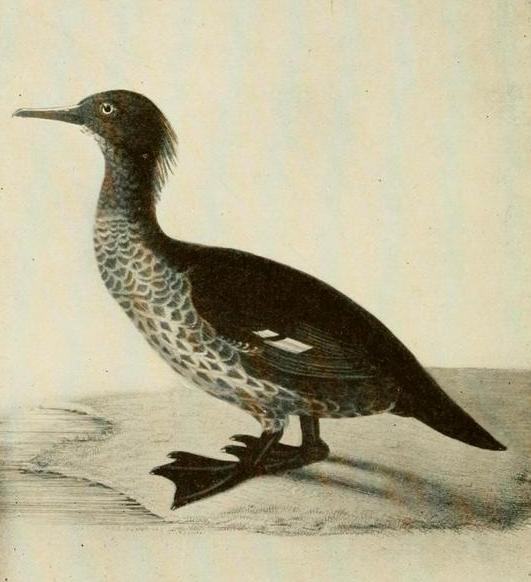
Ilustración de 1909.

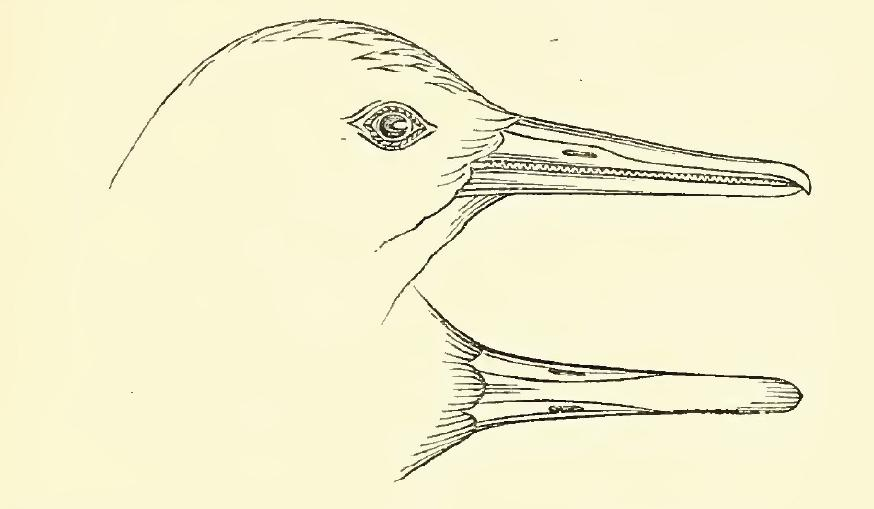
Dibujo de la cabeza.

El primer espécimen de esta ave fue recolectado cuando una expedición francesa liderada por el explorador Jules Dumont d'Urville con los buques L'Astrolabe y La Zelee  visitó las islas Auckland en 1840. El declive de su población fue causado por una combinación de la caza y la depredación realizada por los mamíferos introducidos. Si bien el ave podía volar, le costaba remontar vuelo; y prefería esconderse entre las rocas al ser perseguida. El último avistamiento fue una pareja abatida el 9 de enero de 1902. No se encontró ningún ejemplar en una búsqueda realizada en 1909, y una exploración detallada en 1972/1973 de su hábitat concluyó que hacia tiempo que se encontraba extinta (Williams & Weller, 1974).
Descubrimientos posteriores de fósiles indican que esta serreta había habitado con anterioridad las islas Sur y Isla Stewart en Nueva Zelanda. Se han encontrado fragmentos fósiles de una subespecie o especie estrechamente emparentada en las islas Chatham. Existe una breve nota en la que se menciona «una serreta» hallada en la isla Campbell en McCormick (1842), pero ello también podría ser la cerceta de Campbell semi-marina la cual no es mencionada en sus notas: solo menciona al ánade cejudo.